# La ragazza di Bube (film)
La ragazza di Bube è un film del 1963 diretto da Luigi Comencini, tratto dall'omonimo romanzo di Carlo Cassola.
L'atmosfera del film differisce da quella del romanzo, in quanto i due protagonisti del romanzo, Mara e Bube, sono degli adolescenti, mentre il film viene interpretato da attori giovani, ma in piena età adulta. Per il resto la trama del romanzo viene rispettata più o meno fedelmente.

## Trama
Nella campagna toscana del secondo dopoguerra, la contadina Mara s'innamora ricambiata del partigiano Bube. Coinvolto in un duplice omicidio Bube è costretto però alla clandestinità e alla fuga dall'Italia. La ragazza, decisa ad aspettare il suo amato, si trasferisce in città dove conosce Stefano: con lui nasce una complicità capace di farle ritrovare il sorriso pur senza mai dimenticare Bube, del quale non ha più notizie per molti mesi.
Il sentimento di Stefano per Mara è sincero e lei è ormai sul punto di ricambiarlo quando il padre la informa che Bube è stato arrestato alla frontiera, invitandola ad andare a trovarlo in carcere.
Per lui, disilluso e provato dalla latitanza e da una condanna ormai prossima, Mara prova ancora un amore capace di darle il coraggio di rimanergli a fianco fino alla fine. Dopo la condanna a 14 anni di reclusione, lei lo aspetterà rinunciando suo malgrado a un futuro con Stefano dal quale si commiata nell'ultima drammatica sequenza del film.

## Produzione

### Riprese
Benché il romanzo di Carlo Cassola sia ambientato a Monteguidi, Volterra, Colle di Val d'Elsa, Poggibonsi e San Gimignano, il film è stato girato a Ponte a Macereto (nei pressi di San Lorenzo a Merse), Anghiari, Ronciglione e Terni.

## Accoglienza
La produzione del film fu male accolta da Renato Ciandri e sua moglie Nada Giorgi; se l'identificazione dei due con i protagonisti del romanzo nacque in seguito alla sua pubblicazione a causa della stampa – accostamento sempre respinto dalla coppia – e limitato a una ristretta cerchia culturale, il film fu prodotto e diffuso già con l'identificazione dei personaggi con i ricorrenti, oltre ad avere una circolazione ben più ampia. Il pretore di Firenze Fernando Sergio accolse l'istanza dei coniugi di impedire l'anteprima del film, prevista il 23 gennaio 1964, a titolo cautelativo, in base all'articolo 700 del codice di procedura civile che riguarda la tutela del diritto della personalità.
Comencini si disse sorpreso della decisione affermando che il film «non ha niente a che fare con i signori Ciandri. Ho rifiutato fin dall'inizio di andare a conoscerli proprio per poter fare una storia di sola fantasia, senza che ci fosse il minimo sospetto di cronaca», ribadendo inoltre che «i personaggi del film sono trattati con affetto e accorata comprensione. Se esistono nella vita persone che hanno ispirato la storia dovrebbero essere soddisfatte e non irritate. Il mio film non è cronaca, ma un racconto di un'opera letteraria, un'invenzione della fantasia, non un documentario». Lo scrittore Cassola disse: «Mi dispiace, soprattutto perché ho visto il film una volta sola e ne ho avuta soltanto un'impressione complessiva, che è stata peraltro nettamente positiva: il film rende in pieno lo spirito del romanzo».
L'anteprima fu comunque concessa il giorno seguente.

### Incassi
Gli incassi accertati sino a tutto il 30 giugno 1965 ammontano a poco più di 922 milioni di lire.

### Critica
(Leo Pestelli, La Stampa, 30 gennaio 1964)
(Alberto Blandi, Stampa Sera, 30 gennaio 1964)

## Riconoscimenti
- 1964 - David di Donatello
  - Miglior produttore a Franco Cristaldi
- 1965 - Nastro d'argento
  - Miglior produttore a Franco Cristaldi
  - Migliore attrice protagonista a Claudia Cardinale
- 1964 - Grolla d'oro
  - Migliore attrice a Claudia Cardinale